# Philippe Saint-Marc
Pour les articles homonymes, voir Saint-Marc.
Philippe Saint-Marc, né le 20 septembre 1927 à Paris, est un haut fonctionnaire français.
Issu de l’ENA, il a été le premier président de la Mission Interministérielle pour l’Aménagement de la Côte Aquitaine (MIACA) de 1967 à 1970. Magistrat à la Cour des comptes de 1971-1996. Auteur de Socialisation de la nature (1971) et de la Charte de la nature (1972), il est un pionnier de l’écologie humaniste militante. Il se définit lui-même comme un « énarque marginal ».

## Biographie

### Jeunesse et études
Philippe Saint-Marc est le fils de Pierre Saint-Marc, avocat au Conseil d'État, et de Jacqueline Istel. Il est né le 20 septembre 1927 à Paris. Il se marie en 1956 avec Michèle Bertrand, universitaire et économiste à la Banque de France, avec qui il aura trois enfants : Marie-Hélène, Hubert et Gilles.
Il étudie à la faculté de droit et de lettres de l'université de Paris et à l’Institut d'études politiques de Paris, dont il sera professeur quelques années plus tard. Après avoir obtenu un doctorat en droit, il est avocat au barreau de Paris. Il entre à l’ENA (promotion Jean Giraudoux, 1950-1952) et en sort major.
Il mène durant les années 1950-1960, une carrière classique de haut fonctionnaire d'abord comme conseiller à la Cour des comptes de 1953 à 1960. 
En septembre 2003, Philippe Saint-Marc assiste avec sa femme à une messe à l’Abbaye de Saint-Gildas-de-Rhuys dans le Morbihan. Pendant l'office, il est terrassé par une crise cardiaque ; un médecin présent sur place tente vainement de le réanimer et déclare qu'il est mort. 
C'est alors qu'une infirmière dans l'assistance décide de reprendre les massages cardiaques. Adjointe au maire de Vannes, Christine Penhouët fut infirmière en réanimation et en chirurgie cardiaque et thoracique. Après vingt minutes d'acharnement, elle réussit à ramener à la vie Philippe Saint-Marc qui est immédiatement pris en charge par les pompiers. Le curé de l'abbaye fera chanter un Agnus Dei pour le miraculé qui sort sur un brancard. 
En 2019, Philippe Saint-Marc déclara « À quoi tient la vie ? C’est sa décision qui fait que je suis encore là aujourd’hui à 91 ans. ». 

### Engagements politiques pour la décolonisation
Il rejoint en 1955, le parti politique centriste et démocrate-chrétien du MRP (Mouvement Républicain Populaire) où il consacre ses premiers combats politiques à la décolonisation et à la défense de l'indépendance algérienne. Au MRP, il se lie d’amitié avec le botaniste et écologue Jean-Marie Pelt, Robert Buron, député de la Mayenne, ministre du Général de Gaulle, lors de la crise algérienne et André Davoust, son suppléant à l’assemblée nationale.
En 1960, il assure au sein du Ministère des affaires algériennes puis du Ministère de l’intérieur, une mission secrète et dangereuse, pour l’indemnisation des rapatriés d’Algérie jusqu’en 1964.

### Premiers engagements pour la protection de la Nature
En tant qu’habitant de la Haute-vallée de la Chevreuse, à Saint-Forget (Yvenines) où se situe sa maison familiale, Philippe Saint-Marc est sensibilisé à la défense de la nature, menacée en 1965 par des projets d’aménagement grandioses dans la région parisienne conçus et mis en œuvre par Paul Delouvrier. Ce haut fonctionnaire, considéré comme le père des « villes nouvelles », ambitionne de développer l’Île-de-France jusqu’à 14 millions d’habitants à l’horizon 2000, pour en faire la rivale économique et démographique des villes de l’axe rhénan en Allemagne. 
Philippe Saint-Marc, ainsi qu’un groupe d’amis parmi lesquels Olivier Guichard et Jérôme Monod, influencé par les thèses du géographe Jean-François Gravier, auteur en 1947 de « Paris et le désert français » en faveur de la décentralisation à l’ensemble du territoire, s’oppose à ces aménagements dévastateurs pour les paysages ruraux et la nature. Il fonde en 1964, le Comité de sauvegarde de la Vallée de Chevreuse, dont l’objectif est de lutter contre l’urbanisation de cet espace rural. En 1973, l’association parvient notamment à s’opposer à l’achat spéculatif par la banque Lazard de 1400 hectares de terres appartenant au duc de Luynes. Par la suite, il militera pour la création d’un Parc naturel régional, nouveau concept créé par le Général de Gaulle lui-même en 1967, alliant mise en valeur d’un et protection du patrimoine naturel et culturel, et qui verra enfin le jour en 1985.

### Pour un aménagement équilibré de la côte aquitaine
Lors de la dissolution en juillet 1964, du secrétariat d’État aux rapatriés d’Algérie dirigé par François Missoffe, Philippe Saint-Marc choisit de rejoindre la DATAR (Délégation interministérielle à l’aménagement du territoire et à l’action régionale) nouvellement créée et dirigée par son ami Olivier Gichard. Il y voit une bonne occasion de mettre en application sa conception d’un développement équilibré du territoire, attentif à la protection de la nature et de l’environnement.
Localement en Aquitaine, le préfet de Région Gabriel Delaunay, sur l’exemple du développement touristique du littoral Languedoc-Roussillon créé un « groupe régional » chargé de réfléchir à l’aménagement de la côte Aquitaine.
Au niveau national, Olivier Guichard après une visite en Aquitaine en août 1965, créé en janvier 1966, un Groupe Interministériel d’Études pour l’aménagement de la Côte Aquitaine, dénommé « Groupe Central » situé à Paris, dont il confie la direction à Philippe Saint-Marc. Rapidement « groupe central » et « groupe régional » ne font plus qu’un. En mai 1966, le premier ministre, Georges Pompidou, après un survol décisif en hélicoptère de la côte Aquitaine, annonce le soutien financier du gouvernement au développement des activités touristiques et la création d’un organisme coordinateur. Ainsi le groupe d’études est transformé en Mission Interministérielle pour l’Aménagement de la Côte Aquitaine (MIACA) en octobre 1967. Philippe Saint-Marc en prend la présidence.
Son approche particulière du développement régional est bien perçue par l’opinion publique, les associations et la presse. Cependant les partisans d’un aménagement plus classique, et des intérêts qui y sont liés, s’opposent à l’approche de Saint-Marc. Ce sont Albin Chalandon, ministre de l’Équipement, Gabriel Delaunay, préfet de Gironde et d’Aquitaine, et certains groupes de pressions bordelais menés par la voix d’Aymar Achille-Fould, député de Gironde. Ayant refusé d’urbaniser un terrain non constructible sur les rives du lac de Biscarrosse, il est révoqué par le nouveau premier ministre, Jacques Chaban-Delmas, maire de Bordeaux, en janvier 1970. Il est remplacé à la présidence de la MIACA, à la demande de Chaban, par Emile Biasini, plus enclin à accepter les compromis.

### Pour une «socialisation de la nature» (1971)
Cette éviction peu commune dans l’univers feutré de la haute fonction publique, ne refréna pas l’engagement écologique de Philippe Saint-Marc. Bien au contraire avec la publication en 1971 de son ouvrage majeur « Socialisation de la nature », il remporte un succès éditorial notable. Il y développe ses réflexions antérieures, parues en 1967, dans la revue Études, en l’étayant de son expérience concrète acquise lors de sa mission sur la côte Aquitaine.
Au début des années 1970, le rapport du Club de Rome alimente le débat sur la croissance économique et certains scientifiques s’alarment sur les dégâts environnementaux. Dans ce contexte, Saint-Marc prône une autre politique de développement inspirée par ce qu’il appelle parfois « l’humanisme écologique ». Il compte sur le suffrage universel et les associations pour défendre la cause de la nature en s’opposant au pouvoir de l’argent. Pour ce changement, l’auteur accorde à l’État un rôle important, ce qui le distingue des écologistes militants plus radicaux et contestataires qui s’expriment notamment dans le nouveau journal La Gueule ouverte fondé en novembre 1972 par Pierre Fournier.
Philippe Saint-Marc dans son ouvrage « Socialisation de la nature » est un visionnaire, en ce sens que dès le début des années 1970, il perçoit que le destin de l'Homme est désormais profondément dépendant de la préservation de son environnement.

« Il faut que nous nous disions que depuis que l’homme est apparu sur la terre, jusqu’à maintenant, nous avons vécu sur une certaine conception : la conception 
que la nature était un bien gratuit, illimité, éternel. Il faut que nous nous disions au contraire maintenant et pendant tout le temps où l’humanité durera sur la terre, que la nature devient un bien rare, que c’est un bien qu’il faudra payer, payer de plus en plus cher si nous voulons le conserver, c’est un bien qui risque d’être temporaire et temporaire comme nous, c’est-à-dire que nous disparaîtrons avec lui. C’est donc un bien essentiel et par conséquent, il doit être le bien de tous. C’est ce que j’ai voulu dire quand j’ai parlé de “socialisation de la nature”. J’ai pensé qu’en fait, il fallait une politique humaniste à l’égard de la nature et non pas une politique matérialiste. Une politique  qui essaie de préserver ce bien commun, qui essaie aussi d’en faire bénéficier l’ensemble de la population et non pas quelques privilégiés seulement.Nous ne pouvons pas laisser approprier les grandes richesses du monde naturel par une minorité car nous aboutirions sans cela à une situation révolutionnaire. »

— Philippe Saint-Marc, Socialisation de la nature, 1971

### Une Charte de la Nature (1972)
Peu après la parution de « Socialisation de la nature », Philippe Saint Marc avec l’aide de René Richard lance en novembre 1972  la « Charte de la Nature » qui tente de fédérer les associations de protection de la nature autour d’un minimum de principes (Le texte de la Charte de la Nature, en 3 pages, est paru en annexe de « Socialisation de la Nature »). Ce texte connaîtra un certain succès. Il sera ratifié par 17 organisations environnementales, dont la Fédération Française des Sociétés de Protection de la Nature (FFSPN), rassemblées dans un Comité de la Charte de la Nature. Les partis politiques ne sont pas formellement représentés. Cependant un équilibre politique est respecté puisque au travers de la Société pour la protection des paysages et de l'esthétique de la France (SPPEF) présidé par Jean-Paul Palewski, député UDR (Union des Démocrates pour la République) des Yvelines, la droite est indirectement représentée, et à l’opposé au travers de l’Union de Défense des Pêcheurs Amateurs, proche du Parti Communiste, la gauche est partie prenante. La Charte, relayé par la presse, obtient un certain succès et recueille environ 300 000 signatures. Elle est moquée par les milieux écologistes proches de la gauche pour le caractère lénifiant de l’humanisme écologiste de Saint-Marc. En 1973, il participe à la demande d’Edith Cresson, membre du Parti Socialiste (PS) depuis 1971, à un groupe de travail, sur les problèmes environnementaux et rencontre François Mitterrand, premier secrétaire du PS, qui signe la Charte de la Nature. Dans l’entre-deux-tours de la présidentielle de 1974, la Charte de la Nature est utilisé par Saint-Marc pour établir le programme politique en matière d’environnement du candidat Valéry Giscard d’Estaing .

### Pressenti comme premier candidat écologiste à l'élection présidentielle de 1974.
A la fin de l’année 1973, en raison de la gravité de la maladie du président Georges Pompidou, une élection anticipée apparaît, pour les personnalités bien informées, probable. Un candidat représentant le courant écologique est alors envisagé pour la première fois. La notoriété de Philippe Saint-Marc, acquise par le retentissement de sa Charte de la Nature est reconnue. Il est approché par le journaliste Jean Carlier pour susciter sa candidature. Après avoir hésité, il refuse, considérant que l’écologie doit pénétrer les forces politiques en présence plutôt que constituer un parti politique à part entière. Le candidat écologiste retenu est l'agronome René Dumont. Saint-Marc hostile aux communistes dans l'Union de la gauche portée par Mitterrand, appelle à voter Giscard au second tour.
C’est grâce à son ami Jean Serisé, nommé dès l’élection de Giscard en mai 1974, chargé de mission auprès du président de la République, que Philippe Saint-Marc jouera un rôle influent en matière de protection de la nature et de l’environnement durant ce septennat.

### Un défenseur de l'environnement influent durant le septennat Giscard.
Entre 1974 et 1977, lorsque les ministres successifs chargés de l’environnement ont peu d’influence, Saint-Marc constitue une petite équipe à l’Élysée, constituée de Jean Serisé, Pierre Richard alors conseiller technique du président sur les sujets environnementaux et François Saglio directeur de la Prévention des Pollutions et Nuisances au Ministère de la Qualité de la vie, qui définit la politique environnementale. À partir de mars 1977, et la nomination de Michel d’Ornano comme ministre de la Culture et de l’Environnement, les relations entre les conseillers de la Présidence et du Ministère deviennent plus équilibrée.
Saint-Marc jouera un rôle influent également dans la prise en compte des questions environnementale dans la législation. En effet, il connait bien Roland Nungesser, député du Val-de-Marne, rapporteur de la loi sur la protection de la nature de juillet 1976. En effet Saint-Marc était son directeur de cabinet lorsque Nungesser était ministre de la Jeunesse et des Sports en 1968.
Il contribue à la création d’organes consultatifs auquel il participe : le Haut-Comité de l’Environnement (1975-1979), l’Agence des espaces verts de l’Île-de-France (il siège au conseil d’administration de 1976 à 1984) ainsi que le Conseil d’information sur l’énergie électronucléaire ou CIN (1978-1981). Avec d’autres écologistes présents au CIN, tels que Pierre Samuel des Amis de la Terre et Roland Chevriot de Nature et Progrès, il est hostile au plan électronucléaire, malgré sa proximité avec la majorité qui le met en œuvre, et travaille pour une plus grande diffusion de l’information dans ce domaine.
Aux élections municipales de Paris en 1977, à la demande de Michel d’Ornano, Philippe Saint-Marc présente sa candidature dans le 6e arrondissement. Mais, il est surtout motivé pour le classement du marché Saint-Germain, menacé de destruction.

### Pour la relation Santé et Environnement.
Dans les années 1980, Philippe Saint-Marc s’intéresse à la relation entre écologie et santé. Il crée en 1980, le SIRES, Société Internationale de Recherche pour l’Environnement et la Santé. Il publie plusieurs ouvrages sur ce sujet. En rapport avec cette nouvelle approche, en 2003, sur proposition de Jérôme Monod, conseiller du président Chirac est nommé membre de la Commission d’orientation du Plan National Santé-Environnement (PNSE).

## Ouvrages
- « Socialisation ou destruction de la nature ? »  (article de la revue catholique « Etudes » sur Gallica), Etudes, vol. 323,‎ mars 1967, p. 307-321 (lire en ligne, consulté le 25 décembre 2017)
- Socialisation de la nature, Paris, Stock, 1971, 380 p. (présentation en ligne)[6]
- Progrès ou déclin de l'homme ?, Paris, Stock, coll. « Le Monde ouvert », 1978, 414 p. (présentation en ligne)
- L’économie barbare, Paris, Frison-Roche, juin 1994, 491 p. (présentation en ligne)
- « La politique de l’environnement, clé de la santé », Aménagement et Nature, no 118,‎ 1995, p. 81-84 (lire en ligne, consulté le 28 décembre 2017)
- La Pensée unique : le vrai procès, ouvrage collectif (avec Jean Foyer, Jacques Julliard, Philippe Tesson, Jean-Pierre Thiollet, Françoise Thom…), Economica—Jean-Marc Chardon et Denis Lensel éd., 1998  (ISBN 2-7178-3745-0).
- L’écologie au secours de la vie : Une médecine pour demain  (avec Jacques Jenet ; préface de Jean-Marie Pelt), Paris, Frison-Roche, janvier 2015, 394 p. (présentation en ligne)
- Petit traité d'écologie humaine, Paris, Frison-Roche, octobre 2017, 672 p. (ISBN 978-2-87671-602-5, présentation en ligne)